# ديكلان جيمس
ديكلان جيمس (بالإنجليزية: Declan James) هو لاعب إسكواش بريطاني، ولد في 19 أبريل 1993 في نوتنغهام في المملكة المتحدة.

## وصلات خارجية
- ديكلان جيمس على موقع الاتحاد الدولي لمحترفي الاسكواش (مؤرشف) (الإنجليزية)
- ديكلان جيمس على موقع SquashInfo.com (الإنجليزية)